# 조용수 (1953년)
조용수(趙鏞洙, 1953년 5월 25일, 울산 ~ )은 대한민국의 공무원 출신 정치인이다. 울산시의원과 울산 중구청장을 역임했다. 공직선거법 위반으로 2010년 12월 구청장직을 상실했다.

## 학력
- 복산초등학교 졸업(22회)
- 울산제일중학교 졸업(17회)
- 울산공업고등학교 졸업(30회)
- 울산대학교 지역개발학과 졸업
- 울산대학교 정책대학원 행정학(석사)

## 경력
- 복산초등학교 총동창회 부회장
- 북울산청년회의소(JC) 초대회장 및 특우회 초대회장
- 울산대학교 산경대 동창회장
- 초대,2대 울산시의원
- 2대 울산광역시의회 교육사회위원장
- 2대 울산광역시의회 내무위원장
- 법무부 울산구치소 교화위원
- 대한적십자사 새울산 봉사회원
- 월드컵 유치 추진위원
- 울산광역시 승격 추진위원
- 2002.07 ~ 2010.06:제8~9대 울산 중구청장(2선, 한나라당)
- 2010.07 ~ 2010.12:제10대 울산 중구청장(민선, 무소속)[울산의 최초 3선 기초단체장]
- 2025.05~2025.06: 제21대 대통령 선거 국민의힘 김문수 대통령 후보 울산 선거대책위원회 상임고문

## 역대 선거 결과
|  | 69.5% |

|  | 0% |

|  | 54.86% |

|  | 59.83% |

|  | 75.28% |

|  | 38.62% |